# 파워 메탈
파워 메탈(Power Metal)은 헤비 메탈의 하위장르 중 하나로, 전통적인 메탈의 성격에 스피드 메탈, 혹은 심포닉 메탈적 성격을 결합시킨 음악이다. 한국에는 파워 메탈이라는 장르 이름 보다는 '멜로딕 스피드 메탈'(Melodic Speed Metal)로 잘 알려져 있다. 하지만 이는 일본과 한국 외에는 잘 쓰지 않는 장르 이름이다. 파워메탈은 두 개의 다르지만 상호 관련성을 가지는 스타일로 나뉘는데, 초기 파워 메탈의 형성기에는 스피드 메탈과 비슷하지만 보다 강력한 사운드의 음악이 북미지역을 중심으로 폭넓게 연주되었고, 후에는 이보다 가볍지만 보다 멜로딕하고 키보드의 비중이 늘어난 형태의 음악이 유럽(특히 독일, 이탈리아, 스칸디나비아), 브라질, 일본(초기의 비주얼 락밴드들) 등을 중심으로 넓게 퍼져나갔다.

### 장르의 기원
인류학자 샘 던은 파워 메탈의 기원을 1970년대 후반으로 거슬러 올라가야 한다고 주장하였는데, 로니 제임스 디오가 파워 메탈의 음악적 스타일의 기반을 마련했다고 하였다. 던에 따르면, 1976년 앨범 Rising 의 "Stargazer"와 "A Light in the Black"뿐만 아니라 1978년 앨범 Long Live Rock 'n' Roll의 "Kill the King"과 "Lady of the Lake"도 초기 파워 메탈의 예시로 볼 수 있다고 하였다. 2011년 다큐멘터리 시리즈 메탈 에볼루션에서, 던은 주다스 프리스트의 롭 핼퍼드가 파워 메탈 보컬 기법을 어떻게 발전시켰는지 더 설명하였다. 그의 초고음 보컬은 파워 메탈 음악의 주요 특징 중 하나가 되었으며, 주다스 프리스트의 K. K. 다우닝과 글렌 팁턴 듀오가 선보인 트윈 기타 사운드 또한 파워 메탈에 큰 영향을 주었다.

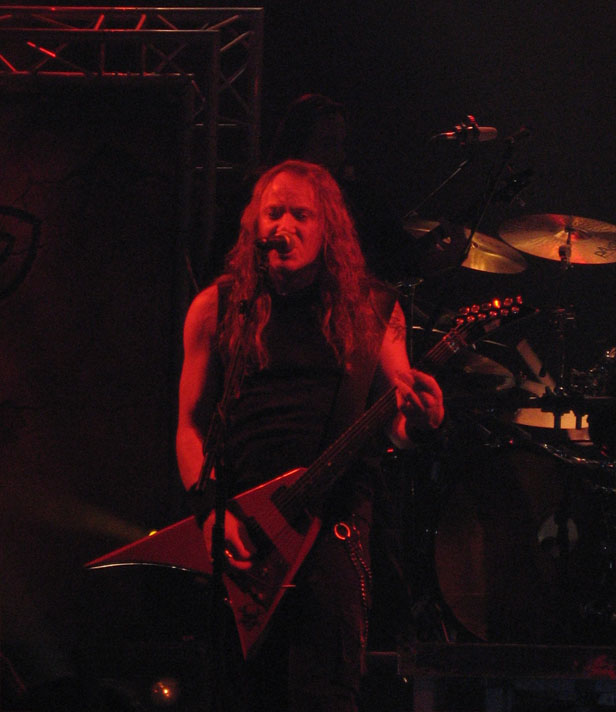
감마 레이의 기타 및 보컬리스트 카이 한센.

### 보컬
파워 메탈은 보컬의 비중이 매우 높다. 파워 메탈 밴드의 보컬리스트들은 대부분 클린보컬을 구사한다. 로니 제임스 디오, 브루스 디킨슨, 롭 할포드, 그 외 많은 헤비 메탈 보컬리스트들처럼 이들은 매우 높은 음역대를 자랑한다. 대부분이 테너 음역대에서 노래하며, 초고음을 구사할 수 있다. 이러한 스타일의 대표적인 보컬로는 스트라토바리우스의 티모 코티펠토, 前(전) 헬로윈 보컬리스트 미하일 키스케, 비전 디바인의 미쉘 루피 그리고 프라이멀 피어의 랄프 쉬퍼스 등이 있다. 하지만 모든 파워 메탈 밴드들이 클린 보컬리스트를 보유하고 있지는 않다. 피라메이즈와 아이스드 어스의 프론트맨 맷 발로우, 팔코너의 보컬리스트 마티아스 블라드, 사바톤의 요아킴 브로덴 등은 파워 메탈 밴드에 소속되었지만 클린 보컬을 구사하지 않는 대표적인 보컬리스트들이다. 이들은 바리톤이나 베이스의 음역대에서 노래하며, 특히 맷 발로우는 초고음과 그로울링을 동시에 구사할 수 있는 보컬리스트이다.

### 가사의 성격
메탈이 그러하듯, 파워 메탈도 다양한 스타일의 가사를 가지고 있다. 파워 메탈의 가사는 주로 판타지와 신화의 세계(예: 심포니 엑스, 랩소디 오브 파이어, 드래곤렌드, 3인치 오브 블러드, 블라인드 가디언, 팔코너, 도미니, 버진 스틸, 파워 퀘스트), 우정과 희망(예: 스트라토바리우스, 헬로윈, 감마 레이, 해머폴, 로스트 호라이즌, 드래곤포스, 하이랜드 글로리), 개인적인 감정과 갈등(예: 소나타 아티카, 프라이멀 피어), 전쟁과 죽음(예: 매노워, 사바톤, 아이스드 어스, 파이어윈드) 등을 소재로 하거나, 이런 여러 가지 소재들을 복합적으로 이용한다. 일반적인 메탈 음악에서 전형적으로 등장하는 반(反)종교적, 정치적 가사들은 파워 메탈에서는 거의 등장하지 않는다.

### 연주 스타일
파워 메탈 밴드의 기타리스트와 베이시스트는 일반적으로 빠른 흐름의 음들을 연주한다. 파워 메탈 음악에는 대부분 빠르고 복잡한 솔로플레이가 포함된다. 반면 코드의 변화는 비교적 느린 편인데, 이는 전통적인 스래시 메탈과 파워 메탈을 구별짓는 중요한 요소이다.

## 같이 보기
- 파워 메탈 밴드 목록
- 네오 클래시컬 메탈
- 심포닉 메탈
- 프로그레시브 메탈
- 스피드 메탈